# Flugunfall einer Antonow An-26 bei Juba 2020
Der Flugunfall einer Antonow An-26 bei Juba 2020 ereignete sich am 22. August 2020, als eine Maschine der South West Aviation beim Abflug vom Flughafen Juba in Juba, Südsudan, zerschellte. Sie war unterwegs zu einem gecharterten Frachtflug nach Aweil und nach Wau, Südsudan.

## Fluggesellschaft
Die South West Aviation Co. Ltd. wurde erst 2017 gegründet. Sie ist eine Passagier- und Frachtfluglinie in Juba. Die Airline war ebenfalls verantwortlich für den Flugunfall einer Let L-410 Turbolet bei Yirol 2018.

## Ablauf des Unfalls
Augenzeugen berichteten, dass bei dem Flugzeug plötzlich die Triebwerke aussetzten. Es stürzte in das Hai Referendum Residential Area. Wetter wurde als Faktor ausgeschlossen. 8 Personen im Flugzeug (3 Südsudanesen und 5 Russen) und 9 Südsudanesen am Boden wurden laut Berichten getötet. Das Flugzeug stand in Flammen, als sich Menschen zur Hilfe näherten. Es gab Nachrichten über einen Überlebenden, der mit kritischem Zustand in ein Krankenhaus eingeliefert worden sei. Der südsudanesische Transportminister Madut Biar Yol gab an, dass die fünf Crewmitglieder allesamt russischer Nationalität waren.
Es hieß, dass das Flugzeug auf einem Charterflug für das Welternährungsprogramm der Vereinten Nationen (World Food Programme, WFP) gewesen sei, als es abstürzte, Es habe Ersatzteile, Motorräder, Nahrung sowie Löhne von NGOs transportiert, WFP stellte später klar, dass das Flugzeug von Galaxy Star International gechartert worden war, einer lokalen Firma, die Dienstleistungen für WFP und andere UN-Behörden erbringt.

## Nachwirkungen
Präsident Salva Kiir Mayardit forderte das Ministry of Transportation dazu auf „internationale Standards anzuwenden“ (adhere to international standards), wenn die Flugfähigkeit von Flugzeugen bewertet wird. Er sagte: „Ich weiß, dass es schwer ist, mit der Tragödie umzugehen, aber lasst uns hart arbeiten, um die Ursache für diesen Unfall herauszufinden und die Lektionen zu lernen um weitere vergleichbare Tragödien in der Zukunft zu verhindern“ („I know that it is hard to cope with the tragedy of this nature, but let us work hard to find the cause of this accident and use the lessons learned from it to prevent the occurrence of similar tragedies in the future“).
Im Nachgang des Unfalls sprach Präsident Salva Kiir Mayardit ein Flugverbot für Flugzeuge aus, die bereits länger als 20 Jahre Passagierflüge geflogen sind.